# Ny nordisk hverdagsmad
Ny Nordisk Hverdagsmad (engelsk The New Nordic Diet) er en kosttype, der udvikles i forbindelse med forskningsprojektet OPUS ved LIFE - Det Biovidenskabelige Fakultet ved Københavns Universitet. Kosten tager afsæt i ”Manifestet for det ny Nordiske Køkken”  og skal tage størst mulig hensyn til både det enkelte menneskes sundhed og til planetens. Ny Nordisk Hverdagsmad bygger på råvarer med en klar nordisk identitet, er enkel i sit udtryk og må gerne være "sæsonnær" og indeholde et element af fornyelse. Udviklingen af Ny Nordisk Hverdagsmad sker i forbindelse med Arbejdspakke 1 Arkiveret 22. juni 2010 hos  Wayback Machine under OPUS, og i spidsen for dette arbejde står kok og adjungeret professor på LIFE Claus Meyer – suppleret af flere arbejdsgrupper og advisory boards.
Dansk forskning viser, at det nye nordiske hverdagsmad er mindst lige så sundt som Middelhavskosten, som vi i Danmark længe har set som et ideal at leve efter. Mere præcist har nyere forskning vist, at Ny Nordisk Hverdagsmad både sænker det usunde kolesteroltal og sænker blodtrykket.
Det høje indhold af fuldkorn og fibre i de lokale råvarer, som man bør benytte sig af i Danmark, medvirker samtidig til en forebyggelse af kræft, diabetes og andre sygdomme.
Der er blevet opstille nogle principper, man bør leve efter ift. det nye nordiske hverdagsmad:
1. Spis mere frugt og grønt hver dag (bær, kål, rodfrugter, bælgfrugter, kartofler og krydderurter)
2. Spis mere fuldkorn (havre, rug og byg)
3. Spis mere mad fra havet og søerne
4. Spis kød af højere kvalitet, men mindre af det
5. Spis mere mad fra de vilde landskaber
6. Vælg økologisk hver gang du kan
7. Undgå tilsætningsstoffer i maden
8. Vælg flere måltider på bagrund af sæsonen
9. Spis mere hjemmelavet mad
10. Smid mindre mad ud

## Formål
Formålet med at udvikle Ny Nordisk Hverdagsmad er i første ombæring at undersøge effekten af at spise denne kosttype sammenlignet med den gennemsnitlige danske mad. Dette testes i de øvrige arbejdspakker under OPUS. Til brug for disse undersøgelser er opgaven for Arbejdspakke 1 derfor helt konkret at udvikle mere end 100 opskrifter indenfor ny nordisk hverdagsmad til forskningsprojektets øvrige faser. Opskrifterne udvikles og præsenteres blandt andet via websitet Idegryden. OPUS ledes af professor, dr. med. Arne Astrup og er finansieret af Nordea-fonden med 100 mio. kr.

## Konturer (sammendrag)
Fundamentet for Ny Nordisk Hverdagsmad er en række konturer, der søger at skabe sammenhæng mellem sundhed, velsmag og bæredygtighed og som samtidig skaber et køkken med en klar nordisk identitet.
- Mere frugt og grønt hver dag (meget mere: bær, kål, rodfrugter, bælgfrugter, kartofler og krydderurter)
- Mere fuldkorn – især havre, rug og byg
- Mere mad fra havet og søerne
- Kød af højere kvalitet, men mindre af det
- Mere mad fra de vilde landskaber
- Vælg økologisk hver gang du kan
- Undgå tilsætningsstoffer i maden
- Flere måltider tættere på sæsonen
- Mere hjemmelavet mad
- Smid mindre ud